# Glynis Coles
Glynis Coles (* 20. Februar 1954) ist eine ehemalige britische Tennisspielerin.

## Karriere
Zwischen 1971 und 1986 nahm sie an Grand-Slam-Turnieren teil. Im Einzel erreichte sie dabei zwei Mal das Achtelfinale, bei den Australian Open 1973 und in Wimbledon 1975. Beim Doppel waren es acht Viertelfinalteilnahmen. Auf der WTA Tour gewann sie zwei Doppeltitel. Außerdem waren es noch je drei Einzel- und Doppelfinalteilnahmen.
Zwischen 1974 und 1980 spielte sie für die britische Fed-Cup-Mannschaft. Von ihren 13 Einsätzen gewann sie neun.

## Persönliches
Sie ist mit Henry Bond verheiratet. Ihre Großtanten Mildred Coles und Jessie Coles waren ebenfalls Tennisspielerinnen. Erstere nahm 1908 an den Olympischen Spielen teil.

## Turniersiege

### Doppel
| Nr. | Datum     | Turnier   | Kategorie          | Belag     | Partnerin      | Finalgegnerinnen                       | Ergebnis |
| --- | --------- | --------- | ------------------ | --------- | -------------- | -------------------------------------- | -------- |
| 1.  | Mai 1973  | Guildford | WTA Non-Tour Event | Hartplatz | Lesley Charles | Patti Hogan Sharon Walsh               | Abgesagt |
| 2.  | Juli 1974 | Båstad    | WTA Non-Tour Event |           | Sue Barker     | Fiorella Bonicelli Anna-Maria Nasuelli | 6:2, 6:0 |